# جشنواره فیلم کن ۲۰۱۳
جشنواره فیلم کن ۲۰۱۳، شصت و ششمین دوره جشنواره فیلم کن (به انگلیسی: The 66th annual Cannes Film Festival) است که از تاریخ ۱۵ تا ۲۶ می ۲۰۱۳ در شهر کن فرانسه برگزار شد.
شصت و ششمین دوره جشنواره کن با نمایش فیلم گتسبی بزرگ ساخته باز لورمان در ۱۵ مه ۲۰۱۳ گشایش یافت. سرپرستی هیئت داوران جشنواره امسال را استیون اسپیلبرگ کارگردان آمریکایی بر دوش داشت.
جایزهٔ نخل طلایی این دوره جشنواره کن به فیلم زندگی ادل به کارگردانی عبداللطیف کشیش تعلق گرفت. هیئت داوران شصت و ششمین جشنواره کن در روز ۲۶ مه، این فیلم با عنوان انگلیسی «آبی گرمترین رنگ است»، را برنده نخل طلایی معرفی کرد.

## فیلم‌های بخش مسابقه جشنواره کن ۲۰۱۳
| نام فیلم                 | عنوان اصلی             | کارگردان           | محصول               |
| ------------------------ | ---------------------- | ------------------ | ------------------- |
| فقط خدا می‌بخشد           | Only God Forgives      | نیکلاس ویندینگ رفن | فرانسه و دانمارک    |
| ونوس در پوست خز          | La Vénus à la Fourrure | رومن پولانسکی      | فرانسه              |
| درون لوین دیویس          | Inside Llewyn Davis    | برادران کوئن       | ایالات متحدهٔ آمریکا |
| بورگمن                   | Borgman                | الکس ون وارمردام   | هلند                |
| زیبایی بزرگ              | La Grande Bellezza     | پائولو سورنتینو    | ایتالیا و فرانسه    |
| پشت شمعدانی              | Behind the Candelabra  | استیون سودربرگ     | ایالات متحدهٔ آمریکا |
| نبراسکا (فیلم)           | Nebraska               | الکساندر پین       | ایالات متحدهٔ آمریکا |
| جوان و زیبا              | Jeune et Jolie         | فرانسوا اوزون      | فرانسه              |
| زندگی ادل †              | La Vie d'Adèle         | عبداللطیف کشیش     | فرانسه              |
| سپر حصیری                | Wara No Tate           | تاکاشی میکه        | ژاپن                |
| پسر کو ندارد نشان از پدر | Soshite Chichi Ni Naru | هیروکازو کورئیدا   | ژاپن                |
| لمس گناه                 | Tian Zhu Ding          | ژیا ژانگ که        | چین                 |
| گری گریس                 | Grisgris               | محمد صالح هارون    | چاد                 |
| مهاجر                    | The Immigrant          | جیمز گری           | ایالات متحده آمریکا |
| هلی                      | Heli                   | آمات اسکالانته     | مکزیک               |
| گذشته                    | Le Passé               | اصغر فرهادی        | فرانسه              |
| جیمی پی                  | Jimmy P                | آرنو دپلشن         | فرانسه              |
| مایکل کوهلاس             | Michael Kohlhaas       | آرنو دسپلیه        | فرانسه و آلمان      |
| قصری در ایتالیا          | Un Château en Italie   | ولری برونی تدسکی   | فرانسه              |
| فقط عاشقان زنده می‌مانند  | Only Lovers Left Alive | جیم جارموش         | بریتانیا و آلمان    |